# Ancona
Ancona es un municipio y ciudad italiana de la región de Marcas (Marche), en la parte central del país. Con una población de 102 521 habitantes (2009), está situada en la costa oeste del mar Adriático en el golfo de Ancona. Es capital de la provincia homónima y de la región.
Tiene uno de los mayores puertos de Italia y, con 2400 años de historia, es una ciudad artística rica en monumentos. Se encuentra entre las laderas de los Montes Conero, Astagno (ocupado por la ciudadela) y Guasco, en el que se eleva el Duomo (150 m). Este último, dedicado a San Ciriaco, ocupa el antiguo sitio de un templo de Venus, mencionada por Catulo y Juvenal como la deidad tutelar del lugar.

## Historia
Ancona fue fundada por siracusanos huidos de la tiranía de Dionisio I de Siracusa, en el año 387 a. C., quienes le dieron su nombre: Ancona es una transliteración del griego Αγκων (ankon, codo), modificada muy ligeramente, que significa "codo", así denominada por la configuración en ángulo de la costa. La colonia se estableció en un promontorio en la vertiente norte de la bahía, al este del asentamiento original de los picenos del siglo IX a. C. Las inhumaciones picenas, que se remontan a dicho siglo, y que se hallaron en la colina del Cardeto, testimonian, por la riqueza en bronces y cerámicas áticas de sus necrópolis, su importancia como centro comercial.
La ciudad se desarrolló en torno a la altura del Guasco, la originaria acrópolis. Conoció un intenso deasarrollo económico, en particular por el florecimiento de la industria de la púrpura de Tiro, a manos de comerciantes griegos. En la era romana conservó su propia acuñación de moneda, las cuales tenían en el anverso un brazo doblado sosteniendo una hoja de palma, y la cabeza de Afrodita en el reverso; se continuó usando el idioma griego.
Del asentamiento griego sólo quedan tramos de murallas de bloques de toba, probablemente restos de la fortificiación de la acrópolis y del recinto inferior, en las proximidades del área portuaria.
Al periodo helenístico se remonta una necrópolis, ubicada en la calle que va hacia Numana, en la que predominan tumbas de caja, hechas de toba, numerosas estelas funerarias con inscripciones en griego, y que dan testimonio del último periodo del asentamiento griego, hasta los siglos II-I a. C.
En el siglo III a. C., con la ocupación romana del Piceno, siguió la misma suerte que el resto de la región. Durante la República romana temprana se expandió, pero no se conocen bien sus confines. Asimismo gozó de un ordenamiento territorial. El foro romano, de época augústea se hallaba, casi con seguridad, en la plaza comprendida entre el Palacio Ferretti y el Palacio del Senado, debajo del cual se encontró una columna. De esta zona procede la estatua de Augusto ataviado de Pontifex Maximus (con un velo en la cabeza y en el acto de sacrificar), cuyo hallazgo se produjo en 1863 y se conserva en el Museo de Ancona.
Fue ocupada como estación naval en la Guerra Iliriana de 178 a. C.

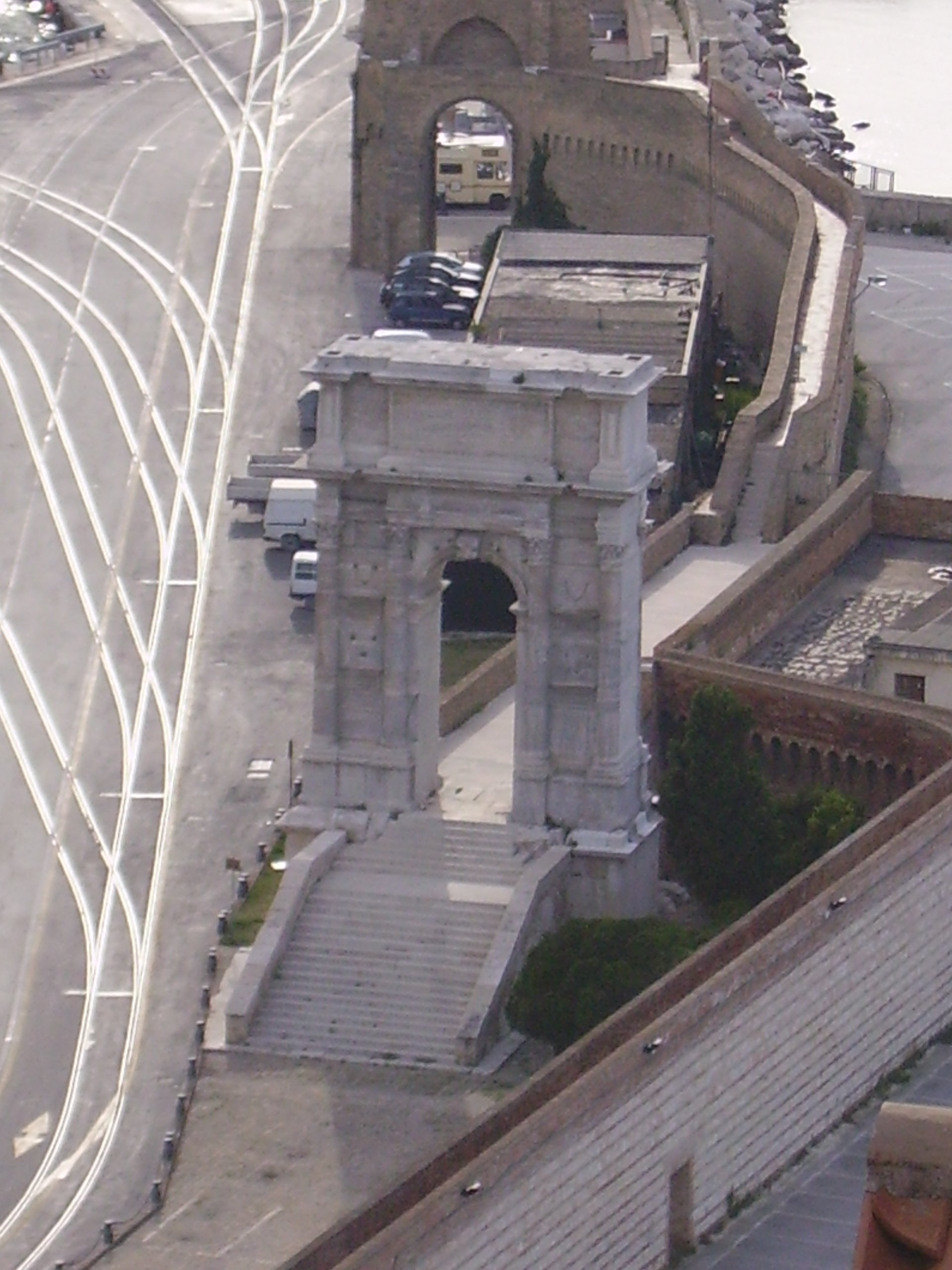
Arco de Trajano.

Se desconoce cuándo se convirtió en una colonia romana; en cualquier caso, se fundaron colonias en algún momento, después de las batallas de Filipos (42 a. C.) y la de Accio (31 a. C.) Julio César tomó posesión de la ciudad inmediatamente después de cruzar el Rubicón. Su puerto tenía una importancia considerable en los tiempos del Imperio romano, ya que era el más cercano a Dalmacia. Fue ampliado por Trajano, quien construyó el muelle norte con la ayuda del arquitecto sirio Apolodoro de Damasco. Al frente del muelle se encuentra un arco de triunfo de mármol, erigido en honor a Trajano en el año 115 por el Senado y el pueblo.
Después de la caída del Imperio romano de Occidente, Ancona fue atacada por los godos, lombardos y sarracenos, pero recuperó su fuerza e importancia. Fue una de las ciudades de la Pentapolis bajo el dominio de Rávena.  Con la conquista carolingia del norte de Italia, se convirtió en la capital de Marca de Ancona, de donde proviene el nombre de la región moderna. Después del año 1000, Ancona se volvió cada vez más independiente, eventualmente convirtiéndose en una importante república marítima (junto con Gaeta y Ragusa, es una de las que no aparecen en la bandera naval italiana), frecuentemente en conflicto con Venecia. Ancona usualmente estaba aliada con Ragusa y el Imperio bizantino. En 1137, 1167 y 1174 fue lo suficientemente poderosa para repeler a las fuerzas imperiales. Las naves anconitanas participaron en las cruzadas, y entre sus navegantes se encontraba Ciríaco de Ancona. Durante la lucha entre papas y emperadores que tuvo lugar en Italia del siglo XII en adelante, Ancona se puso del lado de los güelfos.

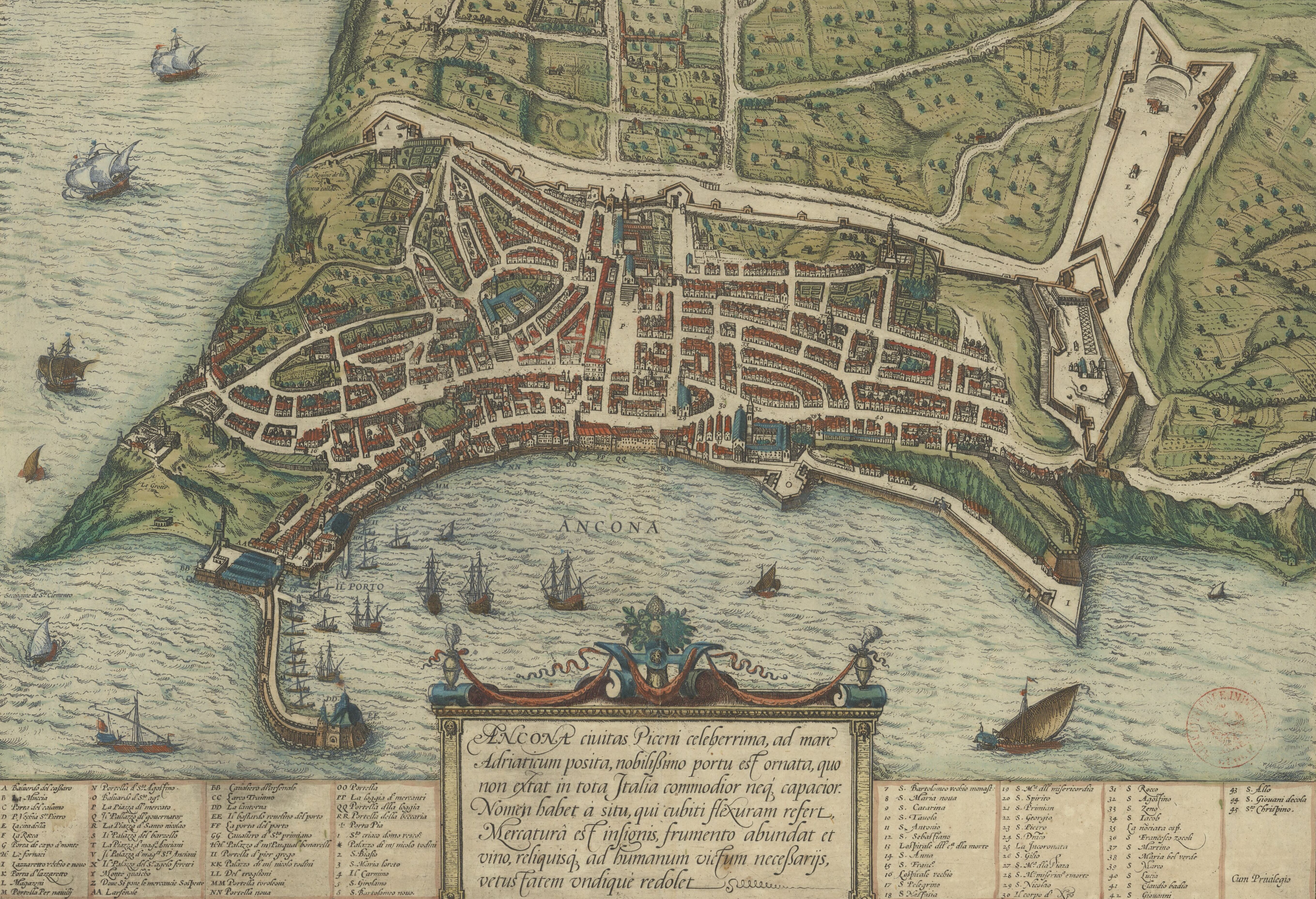
Ancona en la segunda mitad del (Civitates orbis terrarum)

A diferencia de otras ciudades del norte de Italia, Ancona nunca se volvió un señorío. La única excepción fue el reinado de los Malatesta, quienes tomaron la ciudad en 1348 aprovechándose de la Peste Negra y de un incendio que había destruido gran parte de los edificios de la ciudad. Los Malatesta fueron expulsados en 1383. En 1532 perdió definitivamente su libertad y se volvió parte de los Estados Pontificios, bajo el dominio del papa Clemente VII. El símbolo de la autoridad papal era la enorme ciudadela. Junto con Roma y Aviñón, Ancona fue la única ciudad en los Estados Pontificios en donde se les permitió a los judíos permanecer después de 1569, viviendo en el gueto construido después de 1555.
El papa Clemente XII prolongó el muelle, y fue construida una imitación inferior del arco de Trajano. También erigió un lazareto al sur de la bahía, siendo Luigi Vanvitelli el arquitecto principal. El muelle sur fue construido en 1880, y la bahía fue protegida con fuertes en sus cumbres.
De 1797 en adelante, cuando los franceses la tomaron, Ancona aparece en la Historia como una fortaleza importante. Fue tomada por los austriacos el 30 de mayo de 1815 durante la Guerra austro-napolitana. Estos la devolvieron a los Estados de la Iglesia, hasta que Christophe Léon Louis Juchault de Lamoricière, general francés al servicio pontificio, capituló ante las fuerzas sardas del general Enrico Cialdini el 29 de septiembre de 1860, once días después de su derrota en Castelfidardo.
El 4 de noviembre tras plebiscito, las Marcas y Umbría pasaban al Reino de Italia.

## Monumentos y lugares de interés

### Catedral de San Ciriaco

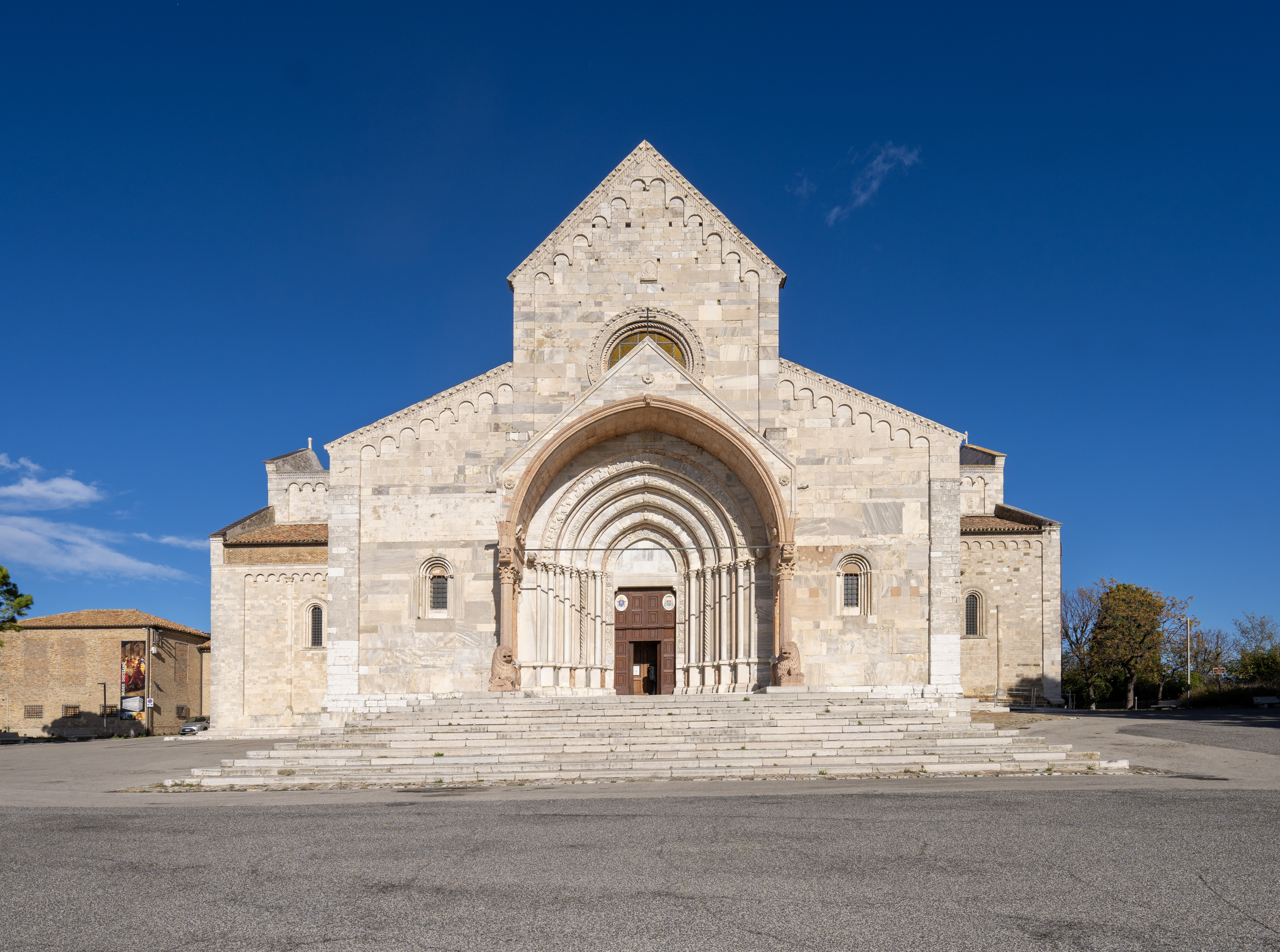
Catedral de San Ciriaco.

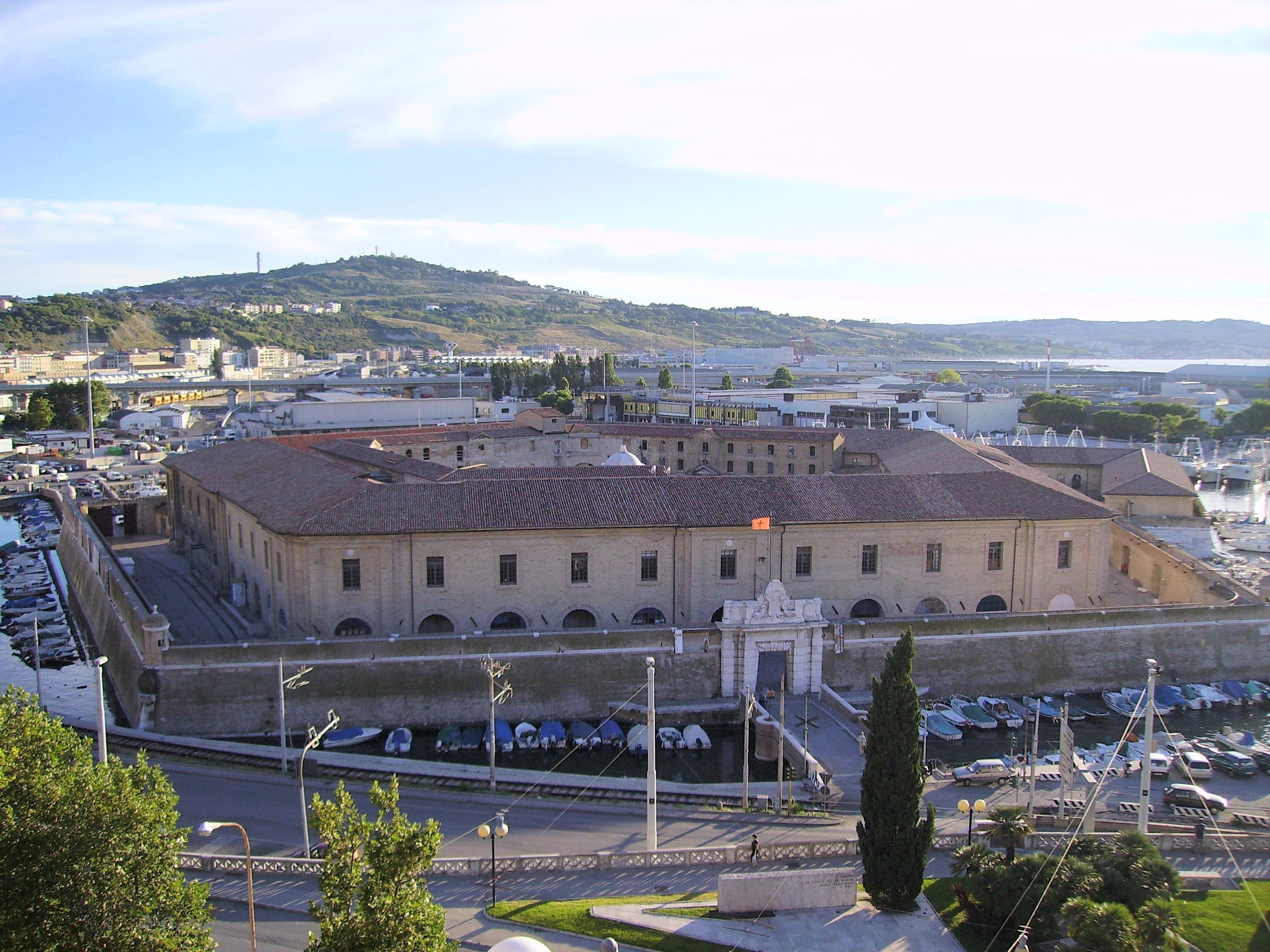
El Lazzaretto.

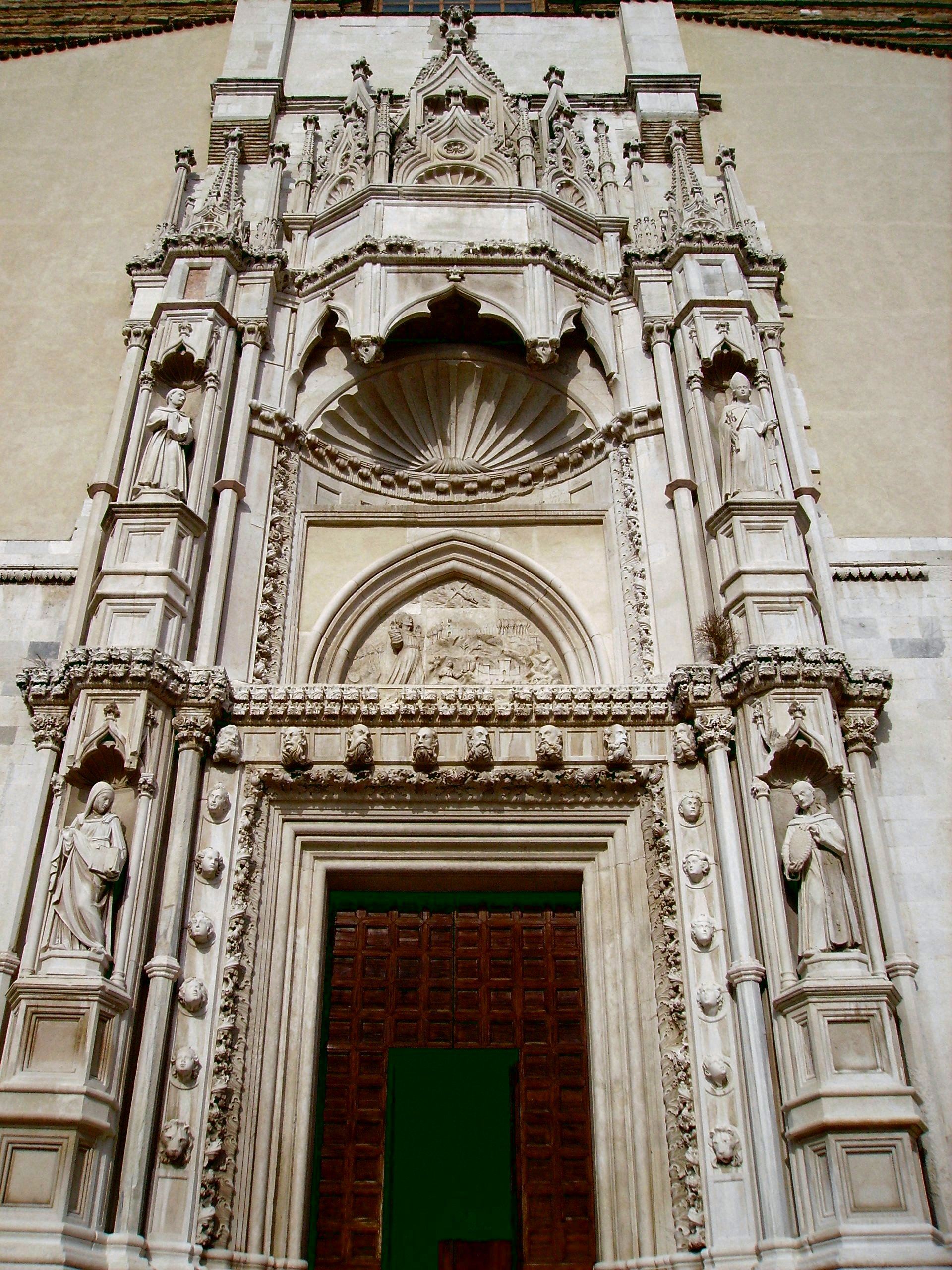
Portal del templo de San Francesco.

La catedral, dedicada a San Ciriaco, fue consagrada en 1128 y completada en 1189. Algunos escritores suponen que el templo original tenía forma de cruz latina y databa del siglo VIII. Una restauración temprana fue completada hacia el año 1234. Es un edificio de estilo románico de cantera gris, construido en forma de cruz griega, con un domo dodecagonal sobre el centro ligeramente alterado por Margaritone d'Arezzo en 1270. La fachada tiene un portal de estilo gótico, atribuido a Giorgio da Como (1228), el cual se había planeado que tuviera un arco lateral a cada lado.
El interior, que tiene una cripta debajo de cada transepto, en general conserva su forma original. Tiene diez columnas, las cuales son atribuidas al templo de Venus, y hay pinturas del siglo XII y otras esculturas. El templo fue restaurado cuidadosamente en los años 1980.

### Otros monumentos
- Debajo de la catedral de San Ciriaco se hallan los restos del templo dedicado presumiblemente a Afrodita Euploia (protectora de la navegación). Edificio de grandes dimensiones, con una plataforma construida de toba, edificado con hileras alternadas de bloques dispuestos de costado y de frente. Se trataría de un templo hexástilo, con doble hilera de columnas en la fachada y una cella dividida en tres naves. Su forma es períptera sine postico, es decir, con un muro ocupando el lugar de la columnata posterior.
- El Arco de Trajano es atribuido al arquitecto Apolodoro de Damasco . De 18 metros de altura y hecho con mármol, fue erigido en el año 114 o 115 como una entrada a la calzada elevada en lo alto de la bahía en honor del emperador que había construido el puerto. El monumento marmóreo debía ser visible desde el mar, con motivo de la celebración de las obras de ordenación del puerto. Por ello fue edificado al comienzo del muelle. La mayor parte de sus adornos originales de bronce han desaparecido. Se encuentra sobre un alto podio. La construcción constaba de un único arco, alto y estrecho (3 metros de ancho), encuadrado por parejas de delgadas columnas corintias sobre pedestales. En las pilastras del arco, entre las columnas corintias, quedan las junturas de las proas de bronce que decoraban el monumento. Una inscripción del ático, reconstruida basándose en la posición de los clavos que fijaban las letras de bronce, contenía la dedicatoria del Senado y del pueblo de Roma al emperador que, con la construcción a sus expensas del puerto de Ancona, «había hecho más seguro el acceso al puerto».[7] Sobre el ático se erigió un grupo estatuario del que permanecen los restos del apoyo. La estructura constructiva es como la del Arco de Tito en Roma, pero más alto, para que las figuras de bronce en él, de Trajano, su esposa Pompeya Plotina y su hermana Ulpia Marciana, figuraran como punto de referencia para los barcos que se aproximaban al mayor puerto romano del Adriático. Dos dedicatorias secundarias a los lados de la inscripción principal estaban destinadas a dichos personajes imperiales.
- El anfiteatro de la primera época imperial, que tenía unas dimensiones de 97 x 100 m, salió parcialmente a la luz a partir de 1972, cuando el terremoto de ese año destruyó algunos de los edificios construidos encima. Se conserva parte de las escalinatas y uno de los arcos. Los restos del paramento son visible en parte a cielo abierto, aunque una parte se hallan en los sótanos de algunos edificios modernos.
- El Lazareto de Ancona (Laemocomium o "Mole Vanvitelliana"), planeado por el arquitecto Luigi Vanvitelli en 1732 es un edificio pentagonal que cubre más de 20.000 m², construido para proteger a las autoridades militares de las enfermedades contagiosas que eventualmente llegaban al pueblo. Más tarde fue usado como hospital militar o barracones; actualmente se utiliza para exhibiciones culturales.
- El Palacio Episcopal fue el sitio donde el papa Pío II murió en 1464.
- El Templo de Santa Maria della Piazza tiene una elaborada fachada arcada que data de 1210.
- El Palazzo del Comune, con sus sublimes subestructuras arqueadas en su parte trasera, fue una obra de Margaritone d'Arezzo, y ha sido restaurado dos veces.
- También hay varios edificios góticos tardíos, incluyendo a los templos de San Francesco y de San Agostino, el Palazzo Benincasa, el Palazzo del Senato y el Loggia dei Mercanti, todos diseñados por Giorgio Orsini, usualmente llamado da Sebenico, y la prefectura, la cual cuenta con detalles renacentistas.
- El portal de Santa Maria della Misericordia es un ejemplo decorativo del trabajo renacentista temprano.
- El museo arqueológico contiene interesantes objetos prerromanos de tumbas en el distrito, y dos camas romanas con finas decoraciones en marfil.
- El Monumento a los caídos en el Passetto: obra realizada por Guido Cirilli en el 1932. Es una construcción relativamente moderna, no obstante se convirtió en poco tiempo uno de los principales símbolos de la ciudad, por su alta posición por encima del mar, y por la fuerte energía expresada por su formas clásicas. Es hoy en día uno de los puntos de encuentros y atracción de la población y sobre todo de los jóvenes.
- La Pinacoteca Cívica Francesco Podesti se encuentra establecida en el Palazzo Bosdari, reconstruido entre 1558 y 1561 por Pellegrino Tibaldi. Entre las obras se encuentran pinturas del artista local Francesco Podesti (1800-1895) y del pintor Carlo da Camerino y de Arcangelo di Cola. También se presentan pinturas de Andrea Lilli.

Algunos artistas modernos incluyen a Bartolini, Bucci, Campigli, Cassinari, Cucchi, Levi, Sassu, Tamburi, Trubbiani y otros.

## Evolución demográfica
| Gráfica de evolución demográfica de Ancona entre 1861 y 2001 |
|                                                              |
| Fuente ISTAT - elaboración gráfica de Wikipedia              |

## Transportes
|  | Aeropuerto           | Código IATA | Código OACI |
|  | -------------------- | ----------- | ----------- |
|  | Aeropuerto de Ancona | AOI         | LIPY        |

## Ciudades hermanadas
Ancona está hermanada con las siguientes ciudades:
- Castlebar (Irlanda)
- Galaţi (Rumania)
- Esmirna (Turquía)
- Maturín (Venezuela)
- Ribnica (Eslovenia)
- Split (Croacia)
- Svolvær (Noruega)

## Deportes
El club de fútbol local es US Ancona, y participa en la tercera división del fútbol del país, la Serie C. Disputa sus partidos de local en el Estadio Del Conero, cuyo aforo es de 23.976 espectadores.